# Menterwolde
Menterwolde (anhörenⓘ) ist eine ehemalige Gemeinde in der Provinz Groningen in den Niederlanden. Kurz vor Auflösung der Gemeinde hatte sie 12.011 Einwohner (Stand: 31. Dezember 2017) auf einer Fläche von 81,62 km².
Die Gemeinde entstand erst im Jahre 1990, nach einer Verwaltungsreform in der Provinz. Die Gemeinden Muntendam und Meeden wurden aufgelöst und mit Oosterbroek zusammengefügt. Ein Jahr später wurde der Name in Menterwolde geändert.

## Orte
In Klammern die ungefähre Einwohnerzahl (Stand 1. Januar 2017).
- Muntendam (4905, einschließlich Borgercompagnie und Tripscompagnie); Sitz der Gemeindeverwaltung
- Meeden (1680)
- Noordbroek (1870)
- Zuidbroek (3715)

## Lage und Wirtschaft
Die Gemeinde liegt auf der Grenze zwischen dem fruchtbaren Ackerbaugebiet Oldambt mit seinen fetten Kleiböden (Noordbroek, Meeden) und dem südlichen Moorgebiet, das von Fehnkolonien (Borger- und Tripscompagnie, Zuidbroek) geprägt wird.
Das Dorf Meeden liegt auf halbem Wege zwischen der Stadt Groningen und  Neuschanz an der deutschen Grenze.
Nachbargemeinden sind im Westen Hoogezand-Sappemeer, im Norden Slochteren, im Süden Veendam und im Osten Winschoten.
Die Autobahn A7 Groningen – Winschoten – Leer (Ostfriesland) und die Eisenbahn zwischen denselben Städten durchkreuzen die Gemeinde.
In Zuidbroek ist ein Kleinbahnhof.
Zuidbroek, ein ehemaliger Industrieort, und Muntendam haben etwas Gewerbe (unter anderem Materialien und Dienstleistungen für das Baugewerbe und die Reparatur von Schiffen) und Handel. Auch gibt es zwei Hotels, vor allem für Durchreisende. Die wichtigste Erwerbsquelle ist jedoch die Landwirtschaft. Viele Einwohner pendeln zur Arbeit in die umliegenden Städte.

## Geschichte
Muntendam entstand im 13. Jahrhundert als Siedlung an einem Damm in der Munte. Das war ein kleiner Fluss, der jetzt nicht mehr besteht und bei Termunterzijl im Wattenmeer mündete.
Die alte Handelsstraße von Groningen nach Westfalen verlief im Spätmittelalter durch die Dörfer Zuidbroek und Muntendam. Um 1600 lag der Ortskern von Muntendam auf einer kleinen Anhöhe, gleichsam auf einer Insel im sumpfigen, oft von der Dollart überschwemmten Moor. Im Jahr 1637 wurde ein Kanal namens Muntendammer Diep gegraben. Das brachte dem Dorf Aufschwung: in der Nähe hatten reiche Leute, unter anderen aus der holländischen Regentenfamilie Trip begonnen, im Moor Torf abbauen zu lassen. Viele Arbeiter dieser Moorkolonisation siedelten sich in Muntendam und den neuen Moorkolonien Tripscompagnie und Zuidbroek an. Die verhältnismäßige Blüte dauerte bis etwa 1820. Die Einkommen der Arbeiter sanken dann immer weiter, sie waren immer länger und öfter arbeitslos, Armut und Not verschlimmerten ständig. Sie wussten oft nur als Hausierer oder durch Betteln und Kleinkriminalität über die Runden zu kommen. Im Dorf Muntendam war die Zusammengehörigkeit groß. Die meisten Leute wählten, sobald das allgemeine Wahlrecht eingeführt worden war, für den radikalen Sozialismus  oder Kommunismus. Bis heute überwiegt die politische Linke im Gemeinderat von Menterwolde. Ab 1920 gab es bessere Arbeit, so in Zuidbroeker und Veendamer Fabriken, mit angemessenen Löhnen, und die Armut wurde minder schlimm.

## Politik

### Sitzverteilung im Gemeinderat
| Partei               | Sitze | Sitze | Sitze | Sitze |
| Partei               | 2002  | 2006  | 2010  | 2014  |
| -------------------- | ----- | ----- | ----- | ----- |
| Menterwolde Gewoon   | —     | —     | —     | 4     |
| SP                   | 1     | 2     | 1     | 3     |
| VVD                  | 3     | 2     | 3     | 2     |
| Algemeen Belang      | 3     | —     | —     | —     |
| Kritisch Menterwolde | —     | 1     | 2     | 2     |
| PvdA                 | 8     | 6     | 5     | 2     |
| CDA                  | 2     | 1     | 1     | 1     |
| GroenLinks           | 1     | 2     | 2     | 1     |
| ChristenUnie         | 0     | 1     | 1     | 0     |
| Gesamt               | 15    | 15    | 15    | 15    |

## Sehenswürdigkeiten
- In Zuidbroek gibt es das Nordniederländische Straßenbahn- und Eisenbahnmuseum (NNTTM). Es befindet sich im Bahnhofsgebäude von Zuidbroek.
- In Noordbroek steht eine mittelalterliche Kirche im romano-gotischen Stil mit einer 1696 erbauten Arp-Schnitger-Orgel.
- Auch Zuidbroek hat eine alte Kirche, wie jene in Noordbroek teils im romanischen, teils im gotischen Stil.

## Söhne und Töchter der Gemeinde
- Uko Walles, niederländischer Täufer und Gründer der Ukowallisten (geboren bei Noordbroek)
- Johan Remkes, niederländischer Innenminister 2003–2006 (geboren in Zuidbroek)